# Vrbica (Aranđelovac)
Vrbica (em cirílico: Врбица) é uma vila da Sérvia localizada no município de Aranđelovac, pertencente ao distrito de Šumadija, na região de Šumadija e Jasenica. A sua população era de 3324 habitantes segundo o censo de 2011.

## Demografia
| 1948 | 1953 | 1961 | 1971 | 1981 | 1991 | 2002 | 2011 |
| ---- | ---- | ---- | ---- | ---- | ---- | ---- | ---- |
| 1854 | 1989 | 2058 | 1992 | 2323 | 2913 | 3536 | 3324 |